# Silvia De Grasse
Silvia De Grasse (Ciudad de Panamá, 28 de octubre de 1921 - San Juan, Puerto Rico; 14 de mayo de 1978) fue una cantante panameña, considerada "la reina de la tamborera".

## Biografía
Desde joven se inclinó por el canto, por lo que fue instruida por el profesor Graciani, quien ayudó en su voz. Su primer disco fue grabado a la edad de 14 años, en el que se incluyeron las canciones La guajira, La morena tumba hombre y Hagan ruedas, en estilo tamborera. 
Con la ayuda del compositor Ricardo Fábrega que usó el ritmo de la música cubana, haciendo arreglos y adaptándolo a la música panameña, De Grasse popularizó un estilo musical nuevo basado en el tamborito, como una versión panameña del son cubano y que tuvo auge entre las décadas de 1950 y 1960. Su carrera como cantante, la catapultó a presentarse en emisoras de radio y en espectáculos en varios centros de diversión de Panamá. Eventualmente mostró mayor interés en la tamborera y en la década de 1940 había grabado otros discos, junto al afamado organista y pianista panameño, Avelino Muñoz, quien fue, prácticamente, su mentor.
Contrajo matrimonio en 1942 con el cantante dominicano Ernesto "Negrito" Chapuseaux y en 1945 conformaron un trío junto con el cantante dominicano Damirón, llamado "Los reyes del Merengue" hasta 1965, cuando lo renombraron como "Los alegres tres"; y De Grasse se mudaría a República Dominicana por dos años, convirtiéndose en la primera actriz del teatro dominicano. 
Durante la década de 1950 y 1960 estarían viajando a diversos países y finalmente se radicarían en Nueva York, donde establecerían su centro de operaciones para sus giras artísticas en Estados Unidos, Hispanoamérica y Europa. En sus giras compartieron espacio con artistas de la época como Sammy Davis, Jr., Louis Armstrong, Beny Moré, Pedro Vargas, entre otros.
En 1965 fue incluida en el programa de entretenimiento "El show de las 12", del canal WKAQ TV de Puerto Rico, siendo uno de los programas televisivos más populares a inicios de la década de 1970.
Luego regresó a Panamá donde recibió las llaves de la ciudad capital, como mérito a su labor artística. Fallecería en 1978, estando de vuelta en la isla de Puerto Rico.